# Croton michaelii
Espèce
Classification APG III (2009)
Croton michaelii est une espèce de plantes à fleurs du genre Croton et de la famille des Euphorbiaceae présente au nord-est du Mexique.